# César Mourão
César Mourão, de seu nome completo César Filipe Tapadinhas Mourão (Lisboa, 1 de Agosto de 1978), é um actor, humorista, apresentador de televisão, cantor e músico português, conhecido pelas suas colaborações com Herman José no programa Hora H, e pelos personagens cómicos que interpretou no programa Fátima. Nos palcos, é desde 2000 parte integrante do grupo Commedia à la Carte com Carlos Cunha e Ricardo Peres. É um artista multifacetado, e para além da representação, toca saxofone, piano e guitarra, faz ilusionismo e malabarismo.

## Biografia e carreira
César Filipe Tapadinhas Mourão, nasceu em Lisboa, no dia 1 de agosto de 1978.
Estreou-se em televisão, em 1999 no programa das manhãs SIC 10 Horas, onde fez rábulas humorísticas, até 2006. Mais tarde, em 2007 fez parte do elenco da série Hora H, de Herman José.
Durante o verão de 2009 integrou o programa SIC ao Vivo que percorria o país. Colabora em vários programas da SIC como Companhia das Manhãs, Fátima e Boa Tarde.
Em 2011 fez, juntamente com Eduardo Madeira, o espectáculo 10 Milhões e Picos. Em 2011/2012 apresentou o talk-show Para Algo Completamente INdifrente na SIC Radical. De 2011 a 2014, apresentou o programa Gosto Disto (com Andreia Rodrigues na SIC, em 2013 e 2014 participou como residente nas duas temporadas do programa Vale Tudo e no verão de 2013 apresentou o Cante... Se Puder! também com Andreia Rodrigues na SIC.
Em 2013 foi convidado no Programa do Jô da Rede Globo por ocasião de uma digressão dos "Commedia à la Carte". Tinha estado no Brasil, onde, no ano 2000, estudou na Escola Profissional de Artes e Ofícios do Espetáculo de Chapitô- Cinema, Teatro e Televisão.
Em Agosto de 2014 estreou, na SIC, a série Sal da qual era protagonista juntamente com Rui Unas, João Manzarra, Pedro Plácido, Salvador Martinha e Diana Chaves.
Em 2015 e 2016 participou nos remakes dos filmes O Pátio das Cantigas e a A Canção de Lisboa. Com Luana Martau cantou a canção "Será Amor".
Em 2016 teve um monólogo intitulado Esperança - A Velha, da sua própria autoria e de Frederico Pombares.
Em 2017 apresenta um programa de sua autoria chamado D'Improviso na SIC e apresenta desde 2018 o programa de humor Terra Nossa, um sucesso nas audiências que conta já com 8 temporadas.
Em 2019 apresentou o programa Lip Sync Portugal juntamente com o apresentador João Manzarra. No ano seguinte, junta-se ao painel de investigadores de A Máscara.
Percorreu várias salas do país com António Zambujo, Luísa Sobral e Miguel Araújo, com o espetáculo musical Mais à Larga, em 2022.
Em abril de 2023, lançou o seu primeiro álbum, Talvez Não Seja Nada. Nesse mesmo mês, deu concertos no Coliseu dos Recreios e no Pavilhão Rosa Mota.
Estreou-se como realizador de cinema em 2024, ao realizar o filme Podia Ter Esperado por Agosto, onde também foi protagonista, ao lado de Júlia Palha.
Em 2025, apresenta o concurso Family Feud – Tudo em Família, na SIC.

## Filmografia

### Televisão
| Ano         | Projecto                            | Notas                                                 | Canal |
| ----------- | ----------------------------------- | ----------------------------------------------------- | ----- |
| 1999 - 2006 | SIC 10 Horas                        | Várias personagens humorísticas                       | SIC   |
| 2003        | Maré Alta                           | Pequena Participação                                  | SIC   |
| 2007        | Hora H                              | Programa de Herman José                               | SIC   |
| 2007 - 2009 | Fátima                              | Várias personagens humorísticas                       | SIC   |
| 2009 - 2011 | Companhia das Manhãs                | Várias personagens humorísticas                       | SIC   |
| 2011 - 2012 | Para Algo Completamente Indiferente | Apresentador                                          | SIC   |
| 2011 - 2014 | Gosto Disto!                        | Apresentador, ao lado de Andreia Rodrigues            | SIC   |
| 2013        | Vale Tudo 1                         | Concorrente                                           | SIC   |
| 2013        | Cante... Se Puder!                  | Apresentador, ao lado de Andreia Rodrigues            | SIC   |
| 2014        | Vale Tudo 2                         | Concorrente                                           | SIC   |
| 2014        | Sal                                 | Ator, no papel de César (Protagonista)                | SIC   |
| 2017 - 2018 | D'Improviso                         | Apresentador                                          | SIC   |
| 2018        | Terra Nossa (1.ª temporada)         | Apresentador                                          | SIC   |
| 2018        | Terra Nossa (2.ª temporada)         | Apresentador                                          | SIC   |
| 2019        | Lip Sync Portugal                   | Apresentador, ao lado de João Manzarra                | SIC   |
| 2019        | Terra Nossa (3.ª temporada)         | Apresentador                                          | SIC   |
| 2020        | A Máscara (1.ª Edição)              | Investigador                                          | SIC   |
| 2020        | Terra Nossa (4.ª temporada)         | Apresentador                                          | SIC   |
| 2020 - 2021 | Esperança                           | Ator, no papel de Dona Esperança (Protagonista, OPTO) | SIC   |
| 2021        | A Máscara (2.ª edição)              | Investigador                                          | SIC   |
| 2021        | Terra Nossa (5.ª temporada)         | Apresentador                                          | SIC   |
| 2021 - 2022 | A Máscara (3.ª edição)              | Investigador                                          | SIC   |
| 2022        | Estamos em Casa                     | Apresentador                                          | SIC   |
| 2022        | Volto Já!                           | Ator, no papel de Virgílio (Protagonista, OPTO)       | SIC   |
| 2022        | Terra Nossa (6.ª temporada)         | Apresentador                                          | SIC   |
| 2023        | Vale Tudo 4                         | Capitão de equipa                                     | SIC   |
| 2023        | Terra Nossa (7.ª temporada)         | Apresentador                                          | SIC   |
| 2024        | A Máscara (4.ª edição)              | Investigador                                          | SIC   |
| 2024 - 2025 | Terra Nossa (8.ª temporada)         | Apresentador                                          | SIC   |
| 2025        | A Máscara (5ª edição)               | Investigador                                          | SIC   |
| 2025        | Family Feud – Tudo em Família       | Apresentador                                          | SIC   |
| 2025        | Terra Nossa (9.ª temporada)         | Apresentador                                          | SIC   |

### Cinema
| Ano  | Projeto                       | Papel   | Notas                     |
| ---- | ----------------------------- | ------- | ------------------------- |
| 2015 | O Pátio das Cantigas          | Narciso | Elenco Principal          |
| 2016 | A Canção de Lisboa            | Vasco   | Protagonista              |
| 2024 | Podia Ter Esperado por Agosto | Xavier  | Protagonista e realizador |

## Prémios
Troféus de Televisão TV 7 Dias/Impala
| Ano  | Prémio                 | Resultado |
| ---- | ---------------------- | --------- |
| 2018 | Melhor Apresentador    | Indicado  |
| 2019 | Melhor Apresentador    | Indicado  |
| 2019 | Melhor Humorista       | Venceu    |
| 2020 | Melhor Apresentador    | Indicado  |
| 2020 | Melhor Actor/Humorista | Venceu    |
| 2021 | Melhor Apresentador    | Indicado  |
| 2021 | Séries - Melhor Actor  | Indicado  |